# Afro house
Afro house (ook geschreven als Afro-house of Afrohouse) is een muzieksubgenre van housemuziek dat voornamelijk is ontwikkeld in Zuid-Afrika. Afro house wordt vaak omschreven als meer dan een subgenre; het wordt ervaren als een spirituele vibratie die diep resoneert, vooral binnen Afrikaanse gemeenschappen.

## Kenmerken en etymologie
Afro house ontstond mogelijk gelijktijdig met de opkomst van kwaito in Zuid-Afrika. De stijl is een mix van house, kwaito, mbaqanga, deep house, tribal house en soulful house. Liedjes bevatten vaak zang in Zuid-Afrikaanse talen. De BPM varieert meestal tussen 80 en 122, maar kan soms oplopen tot 160. 
Afro house is een genre dat wordt gekenmerkt door soulvolle invloeden, percussieve ritmes en aardse instrumentatie. De muziek richt zich sterk op ritme en groove, meestal ondersteund door diepe drums, percussie en instrumenten als de saxofoon, piano en synthesizers. Etnische gezangen en zang in Afrikaanse talen komen vaak voor in de producties, wat bijdraagt aan de herkenbare stijl van het genre.
Afro house beweegt zich vaak rond een gemiddeld tot snel tempo (vergelijkbaar met allegro in muziektermen) en handhaaft een constant ritme dat dansbaar blijft zonder te overheersen. In veel gevallen creëert de muziek een gevoel van verbondenheid door de repetitieve, ritmische structuur.

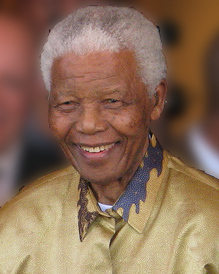
Nelson Mandela tijdens zijn inauguratie in 1994, symbool voor de nieuwe vrijheid waarin Afro House kon ontstaan.

De naam combineert het prefix 'afro' (betrekking hebbend op Afrika en Afrikaanse cultuur) met 'house', verwijzend naar housemuziek.

### Historische context en culturele oorsprong
De opkomst van Afro House is onlosmakelijk verbonden met de maatschappelijke veranderingen in Zuid-Afrika. Na de afschaffing van het apartheidsregime in 1994 en de komst van een democratisch bestuur onder leiding van Nelson Mandela en het Afrikaans Nationaal Congres (ANC), ontstond er een nieuwe golf van muzikale vrijheid en expressie. Deze periode van culturele bloei gaf Afro House de ruimte om uit te groeien tot een genre dat vandaag de dag wereldwijd invloedrijk is.
Muziek werd steeds meer gebruikt als een krachtig middel om identiteit, vrijheid en verbondenheid uit te drukken, wat uiteindelijk leidde tot de opkomst van Afro House als wereldwijd invloedrijk genre.

## Belangrijke artiesten, labels en wereldwijde verspreiding

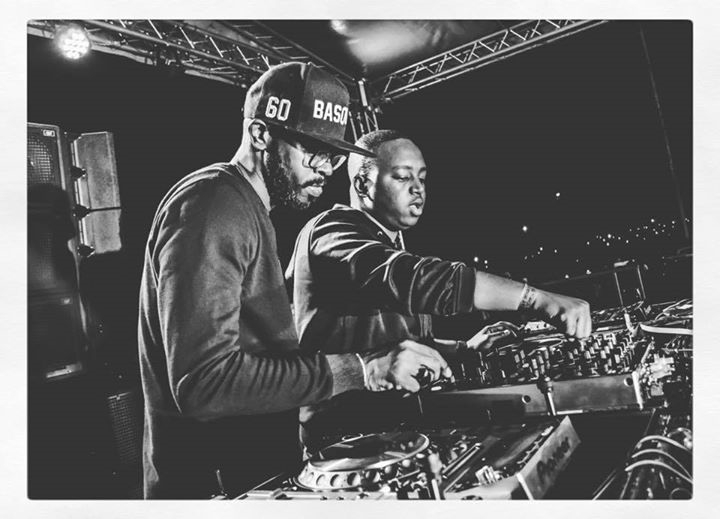
Dj Shimza (r) met Black Coffee (l).

Binnen de Afro House-scene behoren artiesten zoals Black Coffee, Culoe De Song, Da Capo, Shimza, Enoo Napa, Themba, Lemon & Herb, Caiiro, DJeff, Bun Xapa, Zakes Bantwini en Msaki tot de belangrijkste namen. Zij hebben elk een essentiële rol gespeeld in de ontwikkeling en wereldwijde verspreiding van het genre. Tegelijkertijd blijft de ondergrondse Afro House-scene in Zuid-Afrika, met steden als Pretoria, Soweto, Johannesburg, Durban en Kaapstad als belangrijke centra, actief en levendig.
Ook buiten Afrika groeit de populariteit van Afro House gestaag. Europese labels zoals Innervisions, Moblack Records en Tribe Records hebben sterk bijgedragen aan de internationale verspreiding. Daarnaast hebben steeds meer Europese artiesten het genre omarmd en op hun eigen manier vernieuwd. Namen als Keinemusik, &ME, Rampa, Adam Port, Vintage Culture, Alex Wann, Aaron Hibell, Diplo, Hugel, Tom Enzy en Raffa Guido hebben Afro House vermengd met invloeden uit Soulful en Deep House, en daarmee een brug geslagen naar een wereldwijd publiek.
Zoals bij veel muziekstijlen kent Afro House verschillende vertakkingen: enerzijds ligt de nadruk soms op authentieke Afrikaanse ritmes en tribale elementen (zoals te horen is bij Tribal House en Afro Beats), anderzijds ontstaan er mengvormen waarin de diepe, vocale invloeden uit de Chicago- en New Yorkse Soulful House prominent aanwezig zijn.